# Хвороба Рейно

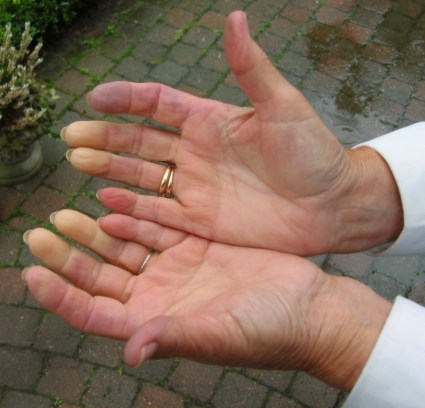
Хвороба Рейно

Хвороба Рейно — (англ. Raynaud's phenomenon) — хвороба, яка характеризується симетричними двосторонніми нападоподібними спазмами артерій пальців кисті, рідше стоп і проявляється блідістю, болями та парестезіями. Також часто це називають феноменом Рейно, виділяючи при цьому первинну форму і вторинну (або синдром Рейно) — стан, який за симптомами нагадує первинну форму (хворобу Рейно), але виникає не первинно, а вторинно на тлі деяких хвороб. Є наукові медичні джерела, в яких вказано, що відсутність причин для розвитку синдрому Рейно є основою для встановлення діагнозу хвороби Рейно. Таким чином розділяються ці два медичні поняття, хоча клінічні їх прояви, є подібними.
Багато хто не звертається до лікаря під час первинних проявів. Пацієнт мислить, що схильний мати «холодні руки» і не вважає це чимось надзвичайним чи серйозним настільки, щоби звернутися до лікаря.

## Етіологія
Етіологія до кінця не з'ясована. Статистичні дані показують, що хворіють переважно жінки 20-40 років. 3-4 % населення. Є підстави вважати хворобу ангіоневрозом, зумовленим порушенням функції вищих вегетативних центрів головного мозку. Або порушеннями адренорецепторної активності α-адренорецепторів і пресинаптичних рецепторів.

## Патогенез

### Механізм виникнення
За нормальної реакції судин на холод відбувається адекватна вазоконстрикція, спрямована на зменшення тепловіддачі. При синдромі Рейно, ця реакція є занадто сильною — спазм, що призводить до неадекватного звуження судин і спричинює різноманітні зміни, від дискомфортних відчуттів і до некрозу.
Зазвичай організм, який зазнає холоду, прагне зменшити власні теплові втрати, звужуючи дрібні артерії (артеріоли), розташовані безпосередньо під шкірою. Цей механізм збільшує приплив крові до глибоких вен і дозволяє тілу підтримувати сталу або «робочу» внутрішню температуру (терморегуляція). У людей з хворобою Рейно, ця відповідь організму — надмірна: нерви, які контролюють звуження артеріол, занадто чутливі та викликають спазм, а не звичайне звуження судин. Коли спазм припиняється, артеріоли знову розширюються, що відновлює кровотік. Особливістю порушення кровообігу при синдромі Рейно є збереження прохідності магістральних судин (зокрема артерій) рук чи ніг, що можна визначити наявністю пульсації (навіть у разі некрозу пальців).

### Фази
1. Збліднення та похолодіння пальців рук (вазоконстрикція дрібних артерій спричинює початкову блідість);
2. Ціанотичне забарвлення, підсилення болю (накопичення венозної крові);
3. Зміна кольору пальців на яскраво-червоний, зникнення болю (реактивна вазодилятація шкірних судин, почервоніння внаслідок ресатурації крові).

## Клінічні ознаки
Періодично виникають зміни кольору і/або неприємні відчуття в пальцях рук та ніг, які з'являються на холоді або при емоційному напруженні, парестезії (спонтанне відчуття оніміння) пальців, поколювання в кінчиках, синюшність (ціаноз), знижена температура м'яких тканин пальців. Найчастіше симптоми проявляються на 2-5 пальцях рук та ніг, рідше — на інших частинах тіла (ніс, вуха, підборіддя), що випинають. Часто люди не надають значення проявам хвороби аж доки на пальцях не з'являться виразки.

## Диференційна діагностика
Аби розпізнати хворобу Рейно, достатньо дослідити анамнез. Але дуже важливим є діагностика між самою хворобою та синдромом Рейно.
Первинний (хвороба)вважається тоді, коли є самостійним захворюванням, — виникає в практично здорової людини.
Діагноз ставиться на основі того, що наявні:
- пароксизмальні порушення кровообігу у кінцевих відділах кінцівок
- симетричність ураження кінцівок
- відсутність інших захворювань, які можуть спричинити синдром Рейно
- некроз обмежений кінчиками пальців
- тривалість захворювання — понад два роки.[4]

Вторинний (синдром)Той, який спричинюють інші захворювання. Його слід запідозрити за наявності симптомів у дитини, чоловіка будь-якого віку та жінки віком понад 35 років, особливо у разі несиметричних однобічних уражень.
Захворювання, при яких виникає синдром Рейно:
1. Сполучнотканинні хвороби:
  - дерматоміозит
  - ревматоїдний артрит
  - синдром Шегрена
  - системний червоний вовчак
  - системна склеродермія
  - васкуліт
2. Професійна діяльність:

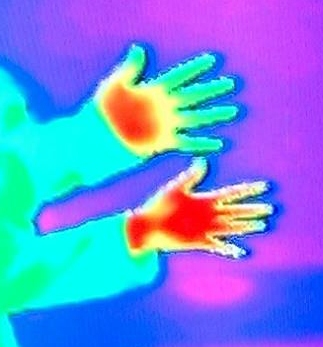
Теплові знімки руки з хворобою Рейно (вгорі) та здорової руки (внизу): червоний колір позначає теплі ділянки, а зелений — прохолодні. (Зображення одержано за допомогою термографічної камери)

  - неврологічні та судинні захворювання
  - атеросклероз
  - зап'ястковий тунельний синдром
  - натискання милицями
  - цукровий діабет
  - емболія магістральних судин кінцівки
  - синдром виходу з грудної клітки
  - тромбоз магістральних судин кінцівки
3. Гематологічні розлади
  - хвороба холодових аглютинінів
  - кріоглобулінемія
  - деякі види лейкозу
  - парапротеїнемія
  - еритремія
  - тромбоцитоз
4. Ліки й токсини
  - полівінілхлорид
  - наркотики
  - β-блокатори
  - блеоміцин
  - вінбластин
5. Інші патологічні стани
  - анорексія
  - стенокардія атипова
  - фібромальгія
  - гіпотиреоїдизм
  - злоякісні пухлини<
  - мігрень
  - первинна легенева гіпертензія

## Лікування
- Заспокійливі[5] — у невеликих дозах можна призначати транквілізатори (феназепам 0,5-1,0 мг 2-3 рази на день, або еленіум, реланіум, сибазон тощо) в другій половині дня. Вранці можна приймати антидепресант амітриптилін.
- Спазмолітики (судинорозширювальні): ксантинолу нікотинат, трентал після їди, (таблетки ковтати цілими).
- Ніфедипін по 10 мг 3 рази на добу (стежити за тиском крові).
- У разі появи набряків на кистях після нападу ангіоспазму, призначають курантил по 25 мг 3 рази (75 мг) на добу в поєднанні з фітином (750 мг) і глутаміновою кислотою (750 мг на добу).
- Фізіотерапія: на ранніх стадіях рекомендуються:

- ультразвук на кисті та стопи;
- гальванічний комір за Щербаком
- електрофорез з нікотиновою кислотою.

- Довготривале вживання трав естрогенної та судинорозширювальної дії. Можна рекомендувати такий рецепт: шишки хмелю, меліса, квітки лучної конюшини, трави буквиці лікарської (2:2:3:3). Взяти 1 столову ложку суміші на 1 склянку окропу, настояти упродовж ночі. Вранці процідити і пити по 1/4 склянки 4 рази на день за 30 хвилин до їди. Потім дозу можна збільшити до 1/3-1/2 склянки 4 рази на день, якщо артеріальний тиск не знизився.
- ЛФК: фізичні вправи можуть бути корисними, бо поліпшують кровообіг, тонізують судини та нервову систему.
- Санаторно-курортне лікування: рекомендуються радонові й сірководневі ванни (санаторії «Хмільник», «Немирів», «Синяк»).

Лікують хворобу консервативними методами, хірургічне втручання застосовують лише у разі розвитку некрозу. Гострий напад знімають застосуванням теплих ванночок для рук чи/та ніг, спазмолітичних і знеболювальних препаратів. Легкі форми хвороби часто зникають після відмови хворого від куріння та уникнення охолодження.
Головним засобом консервативного лікування, є застосування так званих блокаторів кальцієвих каналів — ніфедипіну та його аналогів. Воно особливо дієве в спастичній стадії хвороби. Добре діють заспокійливі засоби, новокаїнові футлярні блокади, фізіотерапевтичні процедури (солюкс, парафінові та озокеритові аплікації, вакуумна барокамера тощо).

### Профілактика
Загальні рекомендації:
- Припинити паління;
- Уникати за можливості вазоконстриктивних ліків (β-блокаторів);
- Уникати холоду та раптової зміни температури;
- Тепло вдягатися в холодну погоду;
- Носити головний убір;
- Носити рукавичку на всі пальці спільно, а не на кожного окремо;
- Користуватись обігрівачем рук.